# Rudolf Martin (antropologo)
Rudolf Martin (Zurigo, 1º luglio 1864 – Monaco di Baviera, 11 luglio 1925) è stato un antropologo tedesco.

## Biografia
Nato in Svizzera da genitori tedeschi — il padre Kaspar è un fabbricante di macchine a Offenburg — dal 1884 studia diritto e filosofia a Friburgo in Brisgovia e a Lipsia, conseguendo nel 1887 il dottorato a Friburgo in Brisgovia con una tesi sulle concezioni filosofiche d'Immanuel Kant. Dal 1890 compie studi di antropologia a Parigi divenendo allievo di Paul Broca — maestro del quale subirà l'influenza — e Zurigo, dove sarà libero docente di antropologia fisica nel 1892, professore straordinario nel 1899 (nuova cattedra) e professore ordinario nel 1905. Abbandonerà poi l'incarico per motivi di salute nel 1911. Dal 1917 al 1925 è professore presso l'Università di Monaco di Baviera.
Fra le sue opere: Popolazioni dell'interno della penisola malese (1905), Trattato d'antropologia sistematica (1914), le cui riedizioni (1928-1956) sono fra i più interessanti trattati di antropologia fisica.
Eminente la sua classificazione delle stature umane, messa poi a punto in collaborazione con l'allievo Karl Saller: tale scala delle stature è quella oggi largamente in uso nella vita pratica ("pragmatic life"):
| Nanismo (Pygmyes)                     | < 130,0 centimetri (4 ft 3,18 in)                   |
| Stature molto basse (Very Short)      | 130,0–149,9 centimetri (4 ft 3,18 in–4 ft 11,02 in) |
| Stature basse (Short)                 | 150,0–159,9 centimetri (4 ft 11,06 in–5 ft 2,95 in) |
| Stature sotto la media (Lower Medium) | 160,0–163,9 centimetri (5 ft 2,99 in–5 ft 4,53 in)  |
| Stature medie (Medium)                | 164,0–166,9 centimetri (5 ft 4,57 in–5 ft 5,71 in)  |
| Stature sopra la media (Upper Medium) | 167,0–169,9 centimetri (5 ft 5,75 in–5 ft 6,89 in)  |
| Stature alte (Tall)                   | 170,0–179,9 centimetri (5 ft 6,93 in–5 ft 10,83 in) |
| Stature molto alte (Very Tall)        | 180,0–199,9 centimetri (5 ft 10,87 in–6 ft 6,70 in) |
| Gigantismo (Giants)                   | ≥ 200,0 centimetri (6 ft 6,74 in)                   |

| Nanismo (Pygmyes)                     | < 121,0 centimetri (3 ft 11,64 in)                  |
| Stature molto basse (Very Short)      | 121,0–139,9 centimetri (3 ft 11,64 in–4 ft 7,08 in) |
| Stature basse (Short)                 | 140,0–148,9 centimetri (4 ft 7,12 in–4 ft 10,62 in) |
| Stature sotto la media (Lower Medium) | 149,0–152,9 centimetri (4 ft 10,66 in–5 ft 0,20 in) |
| Stature medie (Medium)                | 153,0–155,9 centimetri (5 ft 0,24 in–5 ft 1,38 in)  |
| Stature sopra la media (Upper Medium) | 156,0–158,9 centimetri (5 ft 1,42 in–5 ft 2,56 in)  |
| Stature alte (Tall)                   | 159,0–167,9 centimetri (5 ft 2,60 in–5 ft 6,10 in)  |
| Stature molto alte (Very Tall)        | 168,0–186,9 centimetri (5 ft 6,14 in–6 ft 1,58 in)  |
| Gigantismo (Giants)                   | ≥ 187,0 centimetri (6 ft 1,62 in)                   |